# Thomas Fabbiano
Thomas Fabbiano (Grottaglie, 26 mei 1989) is een Italiaanse tennisspeler. Hij heeft nog geen ATP-toernooi gewonnen, maar hij deed wel al mee aan grandslamtoernooien. Hij heeft zes challengers in het enkelspel en drie challengers in het dubbelspel op zijn naam staan.

## Palmares

### Enkelspel
| Nr.                  | Datum           | Toernooi | Ondergrond | Tegenstander in finale | Score          |
| -------------------- | --------------- | -------- | ---------- | ---------------------- | -------------- |
| Gewonnen challengers |                 |          |            |                        |                |
| 1.                   | 15 juli 2013    | Recanati | Hardcourt  | David Guez             | 6-0, 6-3       |
| 2.                   | 13 maart 2016   | Zhuhai   | Hardcourt  | Ze Zhang               | 5-7, 6-1, 6-3  |
| 3.                   | 25 maart 2017   | Quanzhou | Hardcourt  | Matteo Berrettini      | 7-6(5), 7-6(7) |
| 4.                   | 7 mei 2017      | Gimcheon | Hardcourt  | Teymuraz Gabashvili    | 7-5, 6-1       |
| 5.                   | 14 mei 2017     | Seoel    | Hardcourt  | Soonwoo Kwon           | 1-6, 6-4, 6-3  |
| 6.                   | 21 oktober 2018 | Ningbo   | Hardcourt  | Prajnesh Gunneswaran   | 7-64, 4-6, 6-3 |

### Mannendubbelspel
| Nr.                              | Datum            | Toernooi                 | Ondergrond | Partner                | Tegenstanders in finale             | Score          |
| -------------------------------- | ---------------- | ------------------------ | ---------- | ---------------------- | ----------------------------------- | -------------- |
| Gewonnen challengers herendubbel |                  |                          |            |                        |                                     |                |
| 1.                               | 18 augustus 2008 | Manerbio                 | Gravel     | Boris Pashanski        | Massimo Dell'Acqua Alessio Di Mauro | 7-6(7), 7-5    |
| 2.                               | 5 juli 2010      | San Benedetto del Tronto | Gravel     | Gabriel Trujillo-Soler | Francesco Aldi Daniele Giorgini     | 7-6(4), 7-6(5) |
| 3.                               | 9 augustus 2010  | Trani                    | Gravel     | Matteo Trevisan        | Daniele Bracciali Filippo Volandri  | 6-2, 7-5       |

## Resultaten grote toernooien
| Legenda | Legenda                          |
| ------- | -------------------------------- |
| g.t.    | geen toernooi gehouden           |
| l.c.    | lagere categorie                 |
| –       | niet deelgenomen                 |
| G       | uitgeschakeld in de groepsfase   |
| 1R      | uitgeschakeld in de eerste ronde |
| 2R      | uitgeschakeld in de tweede ronde |
| 3R      | uitgeschakeld in de derde ronde  |
| 4R      | uitgeschakeld in de vierde ronde |
| KF      | uitgeschakeld in de kwartfinale  |
| HF      | uitgeschakeld in de halve finale |
| F       | de finale verloren               |
| W       | het toernooi gewonnen            |
| w-v     | winst/verlies-balans             |

### Enkelspel
| Grandslamtoernooien  |      |      |      |      |      |      |      |      |      |
| Australian Open      | –    | –    | –    | –    | 1R   | 1R   | 3R   | –    | –    |
| Roland Garros        | –    | –    | –    | 1R   | –    | 2R   | 1R   | –    |      |
| Wimbledon            | –    | –    | –    | –    | 1R   | 3R   | 3R   | g.t. |      |
| US Open              | –    | 1R   | –    | 1R   | 3R   | –    | 2R   | –    |      |
| ATP Masters 1000     |      |      |      |      |      |      |      |      |      |
| Indian Wells         | –    | –    | –    | –    | –    | 2R   | –    | g.t. |      |
| Miami                | –    | –    | –    | –    | –    | 1R   | 1R   | g.t. | 1R   |
| Monte Carlo          | –    | –    | –    | –    | –    | –    | –    | g.t. | 1R   |
| Hamburg              | –    | l.c. | l.c. | l.c. | l.c. | l.c. | l.c. | l.c. | l.c. |
| Madrid               | –    | –    | –    | –    | –    | –    | –    | g.t. |      |
| Rome                 | 1R   | –    | 1R   | –    | –    | –    | –    | –    |      |
| Montreal/Toronto     | –    | –    | –    | –    | 1R   | –    | –    | g.t. |      |
| Cincinnati           | –    | –    | –    | –    | 2R   | –    | –    | –    |      |
| Shanghai             | l.c. | –    | –    | –    | –    | –    | –    | g.t. |      |
| Parijs               | –    | –    | –    | –    | –    | –    | –    | –    |      |
| Olympische Spelen    |      |      |      |      |      |      |      |      |      |
| Olympische Spelen    | –    | g.t. | g.t. | –    | g.t. | g.t. | g.t. | g.t. |      |
| Statistieken         |      |      |      |      |      |      |      |      |      |
| Totaal aantal titels | 0    | 0    | 0    | 0    | 0    | 0    | 0    | 0    | 0    |
| Eindejaarsranking    | 365  | 185  | 157  | 124  | 73   | 102  | 114  | 172  |      |

### Mannendubbelspel
| Grandslamtoernooien  |      |      |      |      |   |
| Australian Open      | –    | 1R   | –    | –    | – |
| Roland Garros        | –    | –    | –    | –    |   |
| Wimbledon            | –    | –    | –    | g.t. |   |
| US Open              | 1R   | –    | –    | –    |   |
| ATP Masters 1000     |      |      |      |      |   |
| Nog geen deelname    |      |      |      |      |   |
| Olympische Spelen    |      |      |      |      |   |
| Olympische Spelen    | g.t. | g.t. | g.t. | g.t. |   |
| Statistieken         |      |      |      |      |   |
| Totaal aantal titels | 0    | 0    | 0    | 0    | 0 |
| Eindejaarsranking    | 502  | 466  | 340  | 338  |   |